# Rei Higuči
Rei Higuči (japonsky 樋口黎, * 28. ledna 1996 Ibaraki) je japonský zápasník ve volném stylu. Studuje Nippon Sport Science University. V roce 2012 vyhrál mistrovství Asie v kategorii kadetů, v roce 2015 se stal mistrem Japonska a v březnu 2016 vyhrál asijský kvalifikační turnaj na olympiádu v nejlehčí váhové kategorii. Na olympiádě nepatřil k favoritům nejlehčí váhové kategorie, ale dokázal projít až do finále, kde podlehl úřadujícímu mistru světa Vladimeru Chinčegašvilimu, ačkoli vedl už 3:0, a získal stříbrnou medaili.

## Olympijské výsledky
- Jang Kjong-il 12:2
- Asadulla Lačinov 10:0
- Yowlys Bonne 8:4
- Hasan Rahímí 10:5
- Vladimer Chinčegašvili 3:4